# برند تیل
برند تیل (انگلیسی: Bernd Thiele; ۲۴ ژانویهٔ ۱۹۵۶ – ۲۶ مارس ۲۰۱۷) بازیکن فوتبال اهل آلمان بود که در پست هافبک و مدافع میانی بازی می‌کرد.
از باشگاه‌هایی که در آن بازی کرده‌است می‌توان به باشگاه فوتبال شالکه ۰۴ و باشگاه فوتبال هانوفر ۹۶ اشاره کرد.